# نيكولاس ألان
نيكولاس ألان (بالإنجليزية: Nicholas Allan)‏ هو كاتب بريطاني، ولد في 11 ديسمبر 1956.

## وصلات خارجية
- الموقع الرسمي